# Józef Halka
Józef Halka (ur. 7 lipca 1869, zm. 19 kwietnia 1924 w Warszawie) – podpułkownik kontroli administracji Wojska Polskiego, działacz niepodległościowy i społeczno-narodowy.

## Życiorys
Urodził się 7 lipca 1869.
Na stopień podporucznika rezerwy został mianowany ze starszeństwem z 1 stycznia 1892 w korpusie oficerów piechoty i przydzielony w rezerwie do Bukowińskiego Pułku Piechoty Nr 41 w Czerniowcach. W 1900 został przeniesiony z cesarskiej i królewskiej Armii do cesarsko-królewskiej Obrony Krajowy i przydzielony do Pułku Piechoty Obrony Krajowej Przemyśl Nr 18 w Przemyślu. W 1901 został przeniesiony do nowo utworzonego Pułku Piechoty Obrony Krajowej Stryj Nr 33 w Stryju.
W 1893 został zatrudniony jako praktykant rachunkowy w Oddziale Rachunkowym c. k. Krajowej Dyrekcji Skarbu we Lwowie. W następnym roku został przeniesiony jako praktykant rachunkowy do c. k. Powiatowej Dyrekcji Skarbu w Przemyślu. W 1895 został mianowany asystentem rachunkowym w Oddziale Rachunkowym c. k. Krajowej Dyrekcji Skarbu we Lwowie. W 1896 był asystentem rachunkowym w c. k. Dyrekcji Okręgu Skarbowego w Żółkwi. W 1897 awansował na oficjała rachunkowego w tej samej dyrekcji, a w 1914 był rewidentem rachunkowym.
Obowiązki zawodowe łączył z aktywną działalnością w żółkiewskim Towarzystwie Szkoły Ludowej i Towarzystwie „Gwiazda”. Uczestniczył w zakładaniu kółek rolniczych i spółek rolniczo-handlowych i kas Rajfajzena. Był duszą Towarzystwa Pomocy Przemysłowej w Żółkwi. W 1910 urządził w Żółkwi wielką wystawę przemysłowo-rolniczą. Brał udział w pracach Towarzystwa św. Wincentego i ochronki polskiej Towarzystwa św. Salomei. Ponadto był członkiem Polowych Drużyn Sokolich i organizatorem Drużyn Bartoszowych. „Jako były oficer austriacki, mając już czterdzieści kilka lat, ćwiczył bronią razem z młodzieżą szkolną, świecąc przykładem i wzorem”. 
15 sierpnia 1914 razem z pierwszą partią żółkiewskiego „Sokoła” i Drużyn Bartoszowych wyjechał do Lwowa, gdzie wstąpił do Legionu Wschodniego. W Legionie pełnił funkcję adiutanta pułku, a po jego rozwiązaniu wstąpił do 3 Pułku Piechoty Legionów Polskich i objął funkcję adiutanta IV batalionu. 18 października 1914 został mianowany podporucznikiem. 29 października 1914 w bitwie pod Mołotkowem dostał się rosyjskiej niewoli, w której spędził sześć lat. „Kijów, Moskwa, Omsk, Tobolsk, Nowomikołajewsk, Kurhan i Krasnojarsk – oto etapy tej Golgoty, jaką przeszedł w ciągu tych 6 lat niewoli, wraz z okrucieństwami wszystkich przewrotów, począwszy od kiereńszczyzny, a skończywszy na piekle bolszewickim”.
Na początku 1921 wrócił do kraju. Został przyjęty do Wojska Polskiego i jako były urzędnik skarbowy przydzielony do Wojskowej Kontroli Gospodarczej. Zajmował stanowisko szefa wydziału w Oddziale Kontroli Zestawienia Budżetu. 3 maja 1922 został zweryfikowany w stopniu majora ze starszeństwem z 1 czerwca 1919 i 8. lokatą w korpusie oficerów piechoty, a 31 marca 1924 mianowany podpułkownikiem ze starszeństwem z 1 lipca 1923 i 2. lokatą w korpusie oficerów administracji, dział kontroli administracji. Zmarł 19 kwietnia 1924 w Warszawie. Został pochowany na Cmentarzu Wojskowym na Powązkach. Był żonaty. Żona mieszkała w Żółkwi.

## Ordery i odznaczenia
- Krzyż Niepodległości – pośmiertnie, 23 grudnia 1933 „za pracę w dziele odzyskania niepodległości”[27][26]
- Krzyż Kawalerski Orderu Odrodzenia Polski – 2 maja 1923 „za zasługi, położone dla Rzeczypospolitej Polskiej na polu administracji wojskowej”[28][22][29][30]
- Krzyż Walecznych dwukrotnie[22]
- Brązowy Medal Jubileuszowy Pamiątkowy dla Sił Zbrojnych i Żandarmerii – 1899[3]
- Medal Jubileuszowy Pamiątkowy dla Cywilnych Funkcjonariuszów Państwowych – 1899[3]